# Иудэ, Лео
Лео Иудэ, или Лео Келлер (нем. Leo Judä или Leo Keller; 1482, Гемар, Эльзас — 19 июня 1542, Цюрих), — реформатор церкви, известный своим новым латинским переводом Библии, иногда упоминавшейся как «Библия Льва Иудейского».

## Биография и деятельность
С 1523 был священником в Цюрихе; помогал Ульриху Цвингли при введении в Цюрихе реформации и в борьбе с анабаптистами.
Перевёл Ветхий Завет с подлинника на латынь и сделал пересказ лютеровского Нового Завета на швейцарском диалекте (1529, так называемый «Die Froschauer Bibel»). Его Библия была издана печатником Робертом Этьенном в Париже (4 тома, 1539-45). Составил также катехизисы на немецком и латинском языках (1534).
Его биография написана учеником Иоанном (Цюрих, 1574).